# Swedish Metal Aid
Swedish Metal Aid è un progetto della TV svedese del 1985, a cui presero parte le più importanti band Hard n' Heavy del periodo al fine di raccogliere fondi da inviare ai bambini dell'Africa.
Fu realizzata una canzone intitolata Give a Helpin' Hand composta dai Treat e dagli Easy Action, venne realizzato un singolo e un video trasmesso dalla televisione.
Al coro della canzone parteciparono decine di gruppi, mentre i lead singers erano Joey Tempest (Europe), Robert Ernlund (Treat), Bjorn Lodin (Six Feet Under), Malin Ekholm (Aphrodite), Joakim Lundholm (220 Volt) e Tommy Nilsson (Easy Action).
L'assolo di chitarra fu eseguito da Kee Marcello (Easy Action e poi Europe).
La canzone era la tipica ballad con un coro, sullo stile della famosissima We Are the World.